# 제67회 골든 글로브상
제67회 골든 글로브상은 2009년 상영된 영화 중 가장 뛰어난 영화를 수상하기 위해 2010년 1월에 열린 시상식이다. 베버리 힐튼에서 개최되었으며 사회자는 릭키 제바이스이다.

## 수상 및 후보

### 세실 B. 데밀 상
- 마틴 스코세이지 수상

### 작품상-드라마
- 아바타 수상
- 허트 로커
- 바스터즈: 거친 녀석들
- 프레셔스
- 인 디 에어

### 여우주연상-드라마
- 블라인드 사이드 - 산드라 블록 수상
- 영 빅토리아 - 에밀리 블런트
- 마지막 정거장 - 헬렌 미렌
- 언 애듀케이션 - 캐리 멀리건
- 프레셔스 - Gabourey Sidibe

### 남우주연상-드라마
- 크레이지 하트 - 제프 브리지스 수상
- 인 디 에어 - 조지 클루니
- 싱글 맨 - 콜린 퍼스
- 우리가 꿈꾸는 기적: 인빅터스 - 모건 프리먼
- 브라더스 - 토비 맥과이어

### 작품상-뮤지컬코미디
- 더 행오버 수상
- 500일의 썸머
- 사랑은 너무 복잡해
- 줄리 & 줄리아
- 나인

### 여우주연상-뮤지컬코미디
- 줄리 & 줄리아 - 메릴 스트립 수상
- 프로포즈 - 산드라 블록
- 나인 - 마리옹 꼬띠아르
- 더블 스파이 - 줄리아 로버츠
- 사랑은 너무 복잡해 - 메릴 스트립

### 남우주연상-뮤지컬코미디
- 셜록 홈즈 - 로버트 다우니 주니어 수상
- 인포먼트 - 맷 데이먼
- 나인 - 다니엘 데이 루이스
- 500일의 썸머 - 조셉 고든 레빗
- 시리어스 맨 - 마이클 스털버그

### 여우조연상
- 프레셔스 - 모니크 수상
- 나인 - 페넬로페 크루즈
- 인 디 에어 - 베라 파미가
- 인 디 에어 - 안나 켄드릭
- 싱글 맨 - 줄리안 무어

### 남우조연상
- 바스터즈: 거친 녀석들 - 크리스토프 왈츠 수상
- 우리가 꿈꾸는 기적: 인빅터스 - 맷 데이먼
- 메신저 - 우디 해럴슨
- 마지막 정거장 - 크리스토퍼 플러머
- 러블리 본즈 - 스탠리 투치

### 장편애니메이션상
- 업 수상
- 하늘에서 음식이 내린다면
- 코렐라인: 비밀의 문
- 판타스틱 Mr. 폭스
- 공주와 개구리

### 외국어 영화상
- 하얀 리본 수상
- 바리아
- 브로큰 임브레이스
- 하녀
- 예언자

### 감독상
- 아바타 - 제임스 카메론 수상
- 허트 로커 - 캐서린 비글로우
- 우리가 꿈꾸는 기적: 인빅터스 - 클린트 이스트우드
- 인 디 에어 - 제이슨 라이트맨
- 바스터즈: 거친 녀석들 - 쿠엔틴 타란티노

### 각본상
- 인 디 에어 - 제이슨 라이트맨 수상
- 디스트릭트 9 - 닐 블롬캠프 외1명
- 허트 로커 - Mark Boal
- 바스터즈: 거친 녀석들 - 쿠엔틴 타란티노
- 사랑은 너무 복잡해 - 낸시 마이어스

### 음악상
- 업 - 마이클 지아치노 수상
- 인포먼트 - 마빈 햄리시
- 아바타 - 제임스 호너
- 싱글 맨 - Abel Korzeniowski
- 괴물들이 사는 나라 - 카렌 오조렉 외1명

### 주제가상
- 크레이지 하트 - 'The Weary Kind (Theme From Crazy Heart)' 수상
- 나인 - 'Cinema Italiano'
- 아바타 - 'I See You'
- 에브리바디스 파인 - 'I Want To Come Home'
- 브라더스 - 'Winter'

### 작품상-TV 드라마
- 매드 맨 - AMC 수상
- 빅 러브 - HBO
- 덱스터 - SHOWTIME
- 하우스 M.D. - FOX
- 트루 블러드 - HBO

### 여우주연상-TV 드라마
- 굿 와이프 - 줄리아나 마굴리스 수상
- 데미지 - 글렌 클로즈
- 매드 맨 - 재뉴어리 존스
- 트루 블러드 - 안나 파킨
- 클로저 - 카이라 세드윅

### 남우주연상-TV 드라마
- 덱스터 - 마이클 C. 홀 수상
- 멘탈리스트 - 사이먼 베이커
- 매드 맨 - 존 햄
- 하우스 M.D. - 휴 로리
- 빅 러브 - 빌 팩스톤

### 작품상-TV 뮤지컬,코미디
- 글리 - FOX 수상
- 30 락 - NBC
- 안투라지 - HBO
- Modern Family - ABC
- 오피스 - NBC

### 여우주연상-TV 뮤지컬,코미디
- 유나이티드 스테이트 오브 타라 - 토니 콜렛 수상
- Cougar Town - 커트니 콕스
- Nurse Jackie - 에디 팔코
- 30 락 - 티나 페이
- 글리 - 레아 미셀

### 남우주연상-TV 뮤지컬,코미디
- 30 락 - 알렉 볼드윈 수상
- 오피스 - 스티브 카렐
- 캘리포니케이션 - 데이비드 듀코브니
- Hung - 토마스 제인
- 글리 - 매튜 모리슨

### 작품상-TV 미니시리즈,영화
- 그레이 가든스 - HBO 수상
- Georgia O'Keeffe - LIFETIME
- Into The Storm - HBO
- Little Dorrit - PBS
- 챈스 일병의 귀환 - HBO

### 여우주연상-TV 미니시리즈,영화
- 그레이 가든스 - 드류 베리모어 수상
- Georgia O'Keeffe - 조안 알렌
- 그레이 가든스 - 제시카 랭
- The Courageous Heart Of Irena - 안나 파킨
- 바비를 위한 기도 - 시고니 위버

### 남우주연상-TV 미니시리즈,영화
- 챈스 일병의 귀환 - 케빈 베이컨 수상
- Wallander: One Step Behind - 케네스 브래너
- 엔드게임 - 치웨텔 에지오포
- Into The Storm - 브렌단 글리슨
- Georgia O'Keeffe - 제레미 아이언스

### 여우조연상-TV
- 빅 러브 - 클로에 세비니 수상
- Hung - 제인 아담스
- 데미지 - 로즈 번
- 글리 - 제인 린치
- Into The Storm - 자넷 맥티어

### 남우조연상-TV
- 덱스터 - 존 리스고 수상
- 로스트 - 마이클 에머슨
- 하우 아이 멧 유어 마더 - 닐 패트릭 해리스
- 데미지 - 윌리암 허트
- 안투라지 - 제레미 피번

## 같이 보기
- 할리우드 외신 기자 협회
- 제82회 아카데미상
- 제62회 프라임타임 에미상
- 제61회 프라임타임 에미상
- 제16회 미국 배우 조합상
- 제63회 영국 아카데미 영화상
- 제30회 골든 래즈베리상